# Sarlósfecske-alakúak
A sarlósfecske-alakúak (Apodiformes) a madarak osztályának egy rendje.
Ezek a madarak nevükben fecskék, de nem mutatnak közeli rokonságot az igazi fecskékkel. 
Már nevük, az Apodiformes, azaz 'lábnélküli-alakúak' is utal repülési képességeikre.

## Rendszerezés
A rendbe az alábbi 3 család tartozik:
- erdei sarlósfecskefélék (Hemiprocnidae) – Oberholser, 1906 - 4 faj
- sarlósfecskefélék (Apodidae) – Olphe-Galliard, 1887 - 94 faj
- kolibrifélék (Trochilidae) – Vigors, 1825 - 331 faj

Korábbi rendszerezők többnyire ide sorolták a kuvikfecskefélék (Aegothelidae) családját is, melyet a jelenleg elfogadott rendszertanok külön rendbe, a kuvikfecskealakúak (Aegotheliformes) rendjébe sorolnak.

## Rendszerezési kérdések
Az Apodiformes rend régóta komoly taxonómiai problémákat vet fel. Ennek legfőbb oka a két nagyon is eltérő életmód, amit ezek az apró madárkák folytatnak. Az Apodidae (Sarlósfecskefélék) és Hemiprocnidae (Erdei sarlósfecskefélék) családok repülő rovarokkal táplálkoznak és igen gyors röptű madarak, ezzel szemben a Trochilidae (Kolibrifélék) családjába tartozó fajok repülését a hihetetlen gyors szárnycsapások teszik különlegessé, és az így szerzett lebegés képessége. A Trochilidae család tagjai nem rovarokat, hanem nektárt fogyasztanak.
Lévén a rendelkezésre álló, kihasználatlan élettereket minden egyes esetben betölti egy arra leginkább rátermett élőlénycsoport, ezért mind a két életmódra találhatóak példák más, az Apodiformes rendbe nem tartozó madarak között is. Így a sarlósfecskefélék könnyelműen kapcsolatba hozhatóak a verébalakúak (Passeriformes) rendjébe tartozó fecskefajokkal, akárcsak a kolibrifélék más, hasonló táplálkozású fajokkal. Azonban súlyos hibát követünk el, ha pusztán szokásaik és életmódjuk alapján kategorizáljuk őket.
A legfontosabb anatómiai egyezések a rövid és vaskos felkarcsont (humerus) és az ehhez kapcsolódó hosszú szárny. A humerus jellege miatt igen jelentős erőt képes a szárnyakra kifejteni, ezzel nagyban megnövelve az egyed repülési képességeit. A szárny tollazata idomul ehhez a jelenséghez, a hosszú elsőrendű evezőkel és rövid másodrendű evezőkkel. A mellcsont (sternum) szintén nagyméretű, hogy a szárnyat mozgató repülő izmoknak megfelelő tapadási felületet biztosítson (madárhatározó.hu).
Egyéb csonttani példák is igazolják a rokonságukat.
A rend pontos elhelyezése több kutatás tárgyát képezte. A lappantyúalakúakon (Caprimulgiformes) végzett első, csonttani jellegeken alapuló filogenetikai analízis rámutatott, hogy egy polifiletikus csoportról van szó. Az eredmények alátámasztják a lappantyúféléket (Caprimulgidae), az álmosmadárféléket (Nyctibiidae), a kuvikfecskeféléket (Aegothelidae) és a sarlósfecske-alakúakat tömörítő klád monofiletikus mivoltát (Mayr 2002).
Több filogenetikai tanulmány egybehangzó megállapításai alapján létrejött a kuvikfecskeféléket és a sarlósfecske-alakúakat magába foglaló új klád, mely a Daedalornithes nevet kapta (Sangster 2005).

## Érdekességek
- A kolibrifélék szűkös időkben, vagy éjjel pihenéskor képesek lelassítani az életfolyamataikat, lecsökkenteni testhőmérsékletüket, és egyfajta hibernációs állapotba, tétlenségi periódusba kerülni, ahogy a sarlósfecske (Apus apus) élelemhiány esetén (McKechnie et al 2002).
- Az Apodiformes a madarak osztályának második legnépesebb rendje a verébalakúak (Passeriformes) után.
- A kolibrifélék felszállás közben kisebb erőkifejtésre képesek a gyönge lábaikkal, így arányaiban több erőt fejtenek ki szárnyaikkal a lábaikhoz képest, mint általában a madarak. Miközben ellökik magukat, csapnak párat a szárnyaikkal, eltérően más fajoktól (Tobalske et al 2004).